# Dextrometorfan

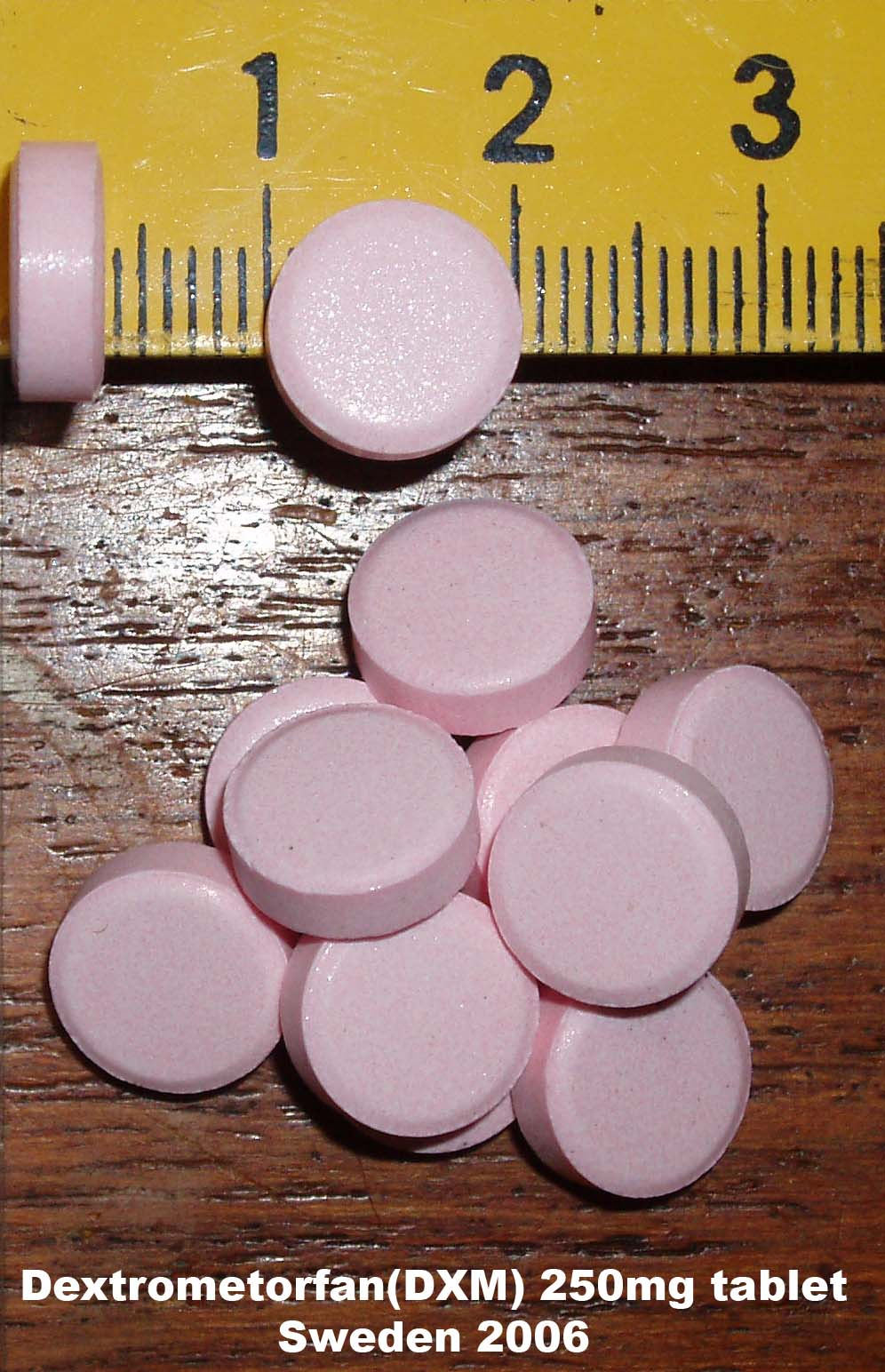
En 250 mg tablett dextrometorfan(DXM) (ej Tussidyl)

Dextrometorfan (DXM, DM) är ett läkemedel som används i hostmedicin. DXM, vars kemiska summaformel är C18H25NO. Preparatet har även utnyttjats som narkotika, vilket har lett till dödsfall bland missbrukare av preparatet. 

## Dextrometorfan som läkemedel
På grund av narkotikamissbruk och tillhörande risker saluförs inte längre DXM-baserade preparat i Sverige. Hostmedicinen Tussidyl, med DXM som aktivt preparat, drogs in från svensk försäljning 1999. DXM-baserade preparat säljs dock fortfarande i flera andra länder, exempelvis USA, England och Tyskland.

## Dextrometorfan som narkotika
DXM är en dissociativ drog, som liknar PCP och ketamin. På grund av dess kemiska struktur misstas DXM ofta för en opioid. Vid intag i berusningssyfte kan det, förutom hallucinationer, ge upphov till kramper, kräkningar, klåda, andningsstillestånd och medvetslöshet. Intag tillsammans med alkohol eller psykofarmaka ökar giftverkan och risken för dödsfall. Från USA finns åtskilliga rapporter om DXM-relaterade dödsfall och hjärnskador. Dödsfall efter intag av DXM finns även rapporterat i Sverige.
DXM är klassat som läkemedel, och är numera narkotikaklassat i Sverige, ingående i förteckning V, vilket innebär att det inte omfattas av internationella narkotikakonventioner. Upptagningen i förteckningen gick igenom den 7 juli 2008.

## Referenser

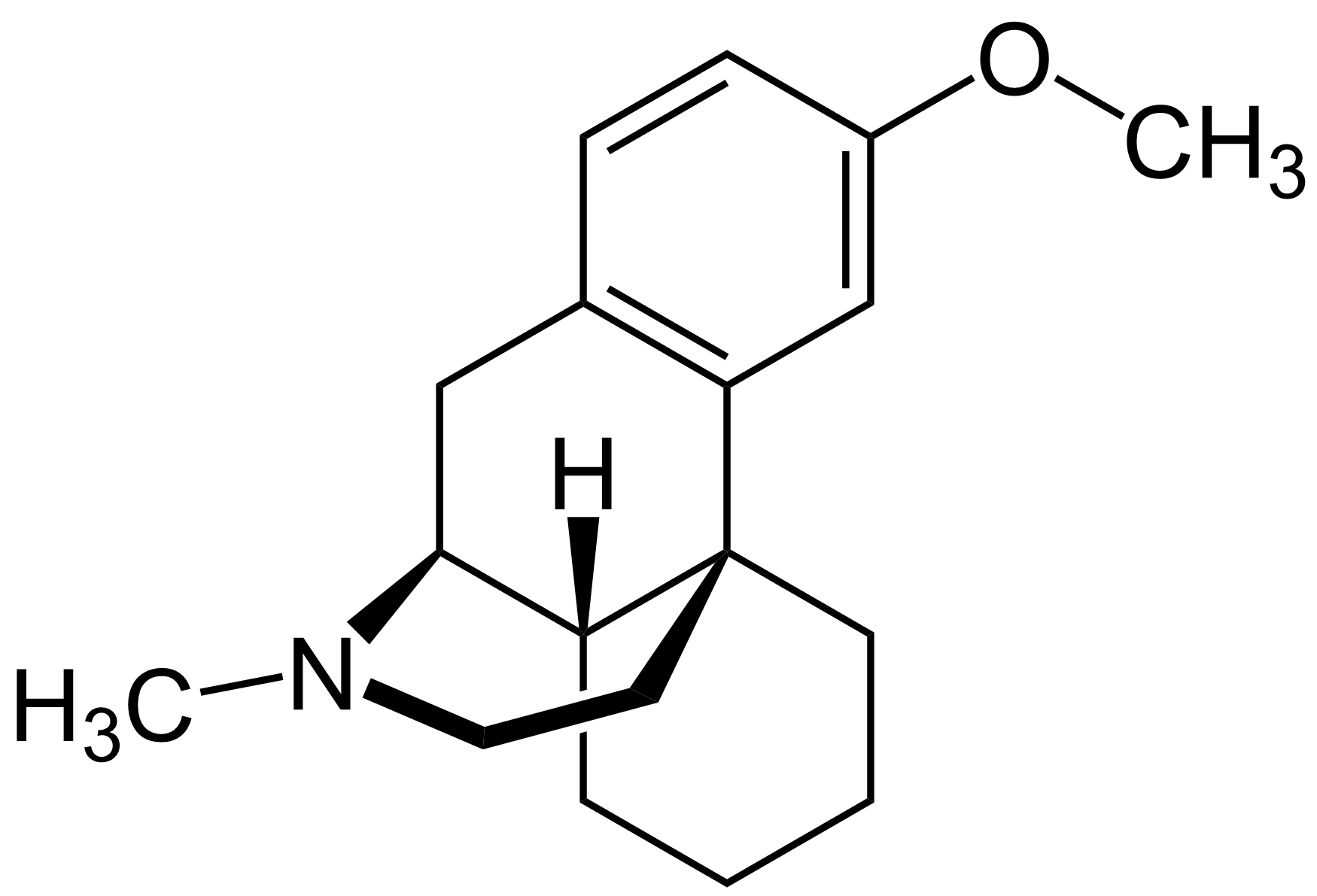
Strukturformel